# London to Brighton
London to Brighton è un film del 2006 diretto da Paul Andrew Williams.

## Trama
Due donne sono in fuga: una di mezza età e che porta i lividi di un recente pestaggio; l'altra con gli occhi spalancati, preadolescente terrorizzata.
La donna più grande, Kelly è una prostituta che lavora per Derek, un magnaccia di bassa classe. Derek è stato contattato da un cliente benestante con un gusto particolare per le ragazze minorenni; disperato dal soddisfare questa richiesta, Derek chiede a Kelly di trovargliene una per strada. Kelly, disgustata dalla richiesta e da ciò che è diventata la sua vita, accetta l'ordine e trovatagli la ragazza, Derek la convince con la promessa di denaro facile. Alla fine, le due donne partirono per l'appuntamento. Ma quando la situazione va storta, il figlio del cliente giura vendetta, e ordina a Derek di trovare le ragazze in fuga.